# Jörg Unkair
Jörg Unkair, auch Meister von Tübingen genannt (* vor 1500 in Lustnau bei Tübingen; † 1553 in Detmold) war Baumeister und Bildhauer.
Als junger Mann hatte er noch am Straßburger Münster, in Überlingen und Kloster Bebenhausen mitgebaut, später schuf er in Norddeutschland die frühesten Bauwerke in Formen der Renaissance, in dieser Region auch als Weserrenaissance bezeichnet. Kennzeichnend für die Architekturgestaltung Jörg Unkairs ist die Verwendung einfacher geometrischer Großformen mit halbkreisförmigen, sogenannten „welschen“ Giebeln nach dem Vorbild der venezianischen Renaissancebaukunst, etwa der Scuola Grande di San Marco, in Kombination mit traditionellen spätgotischen Profilformen und Astwerkrahmungen. 

## Werke (Auswahl)

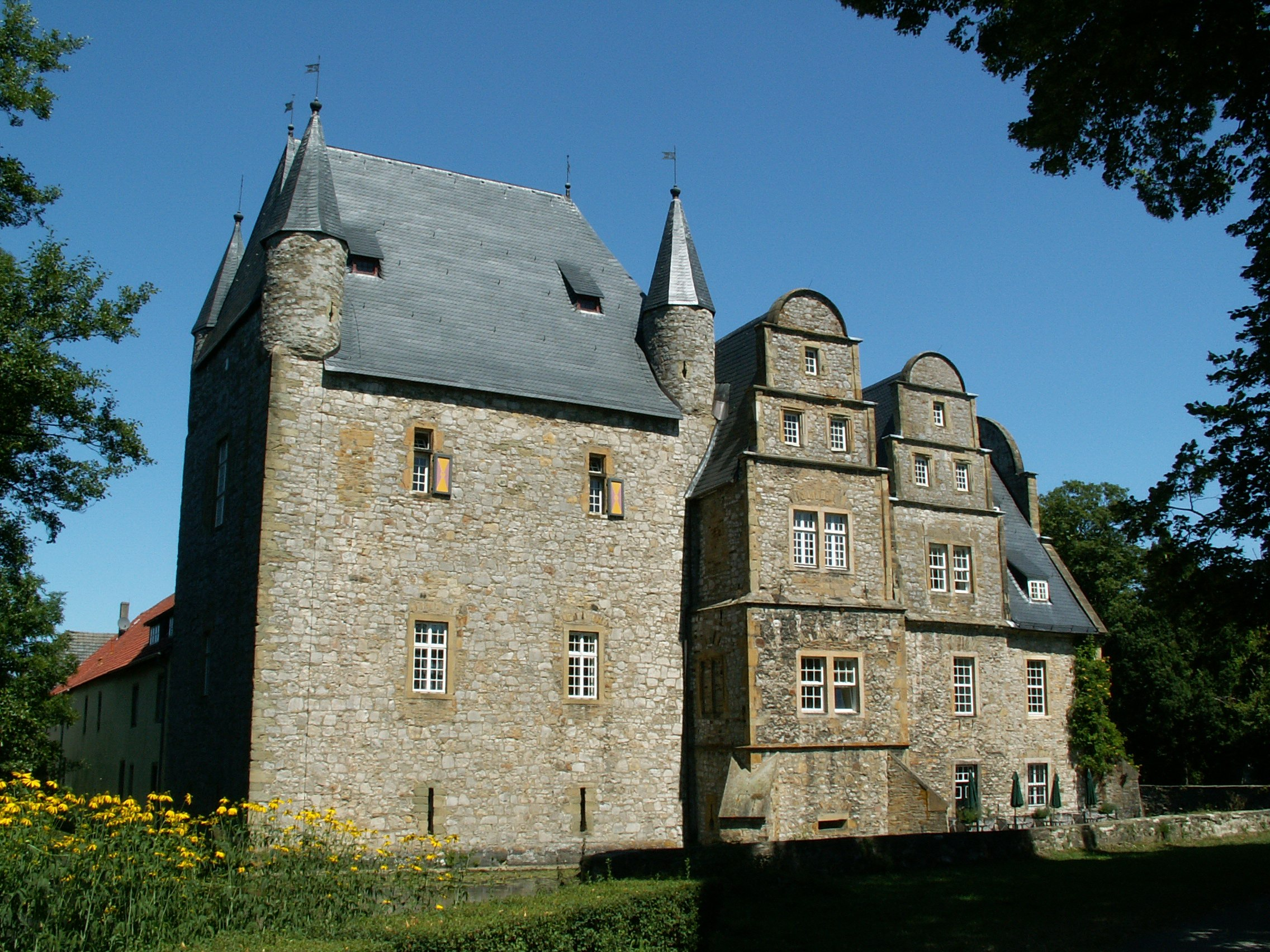
Schelenburg

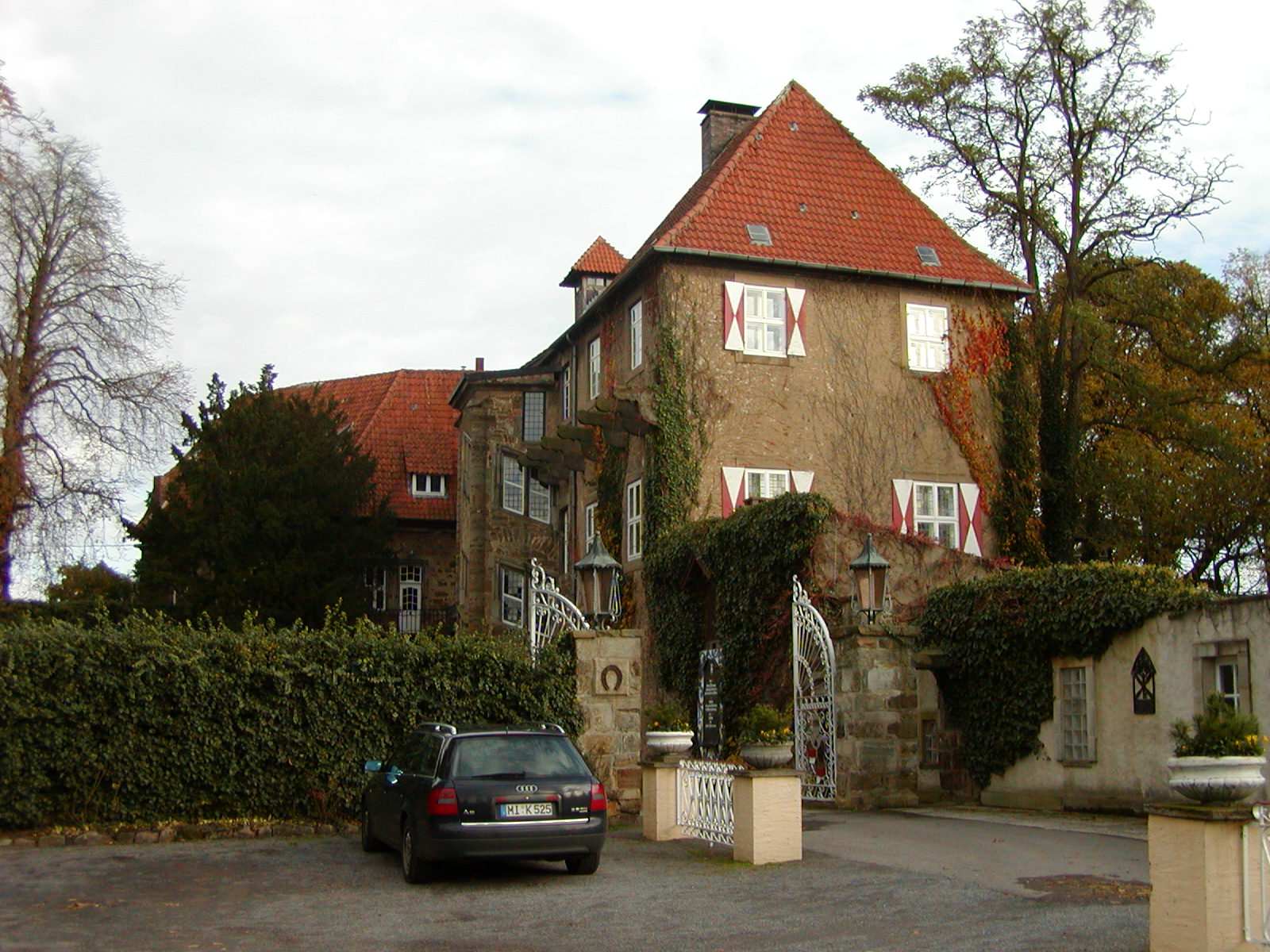
Schloss Petershagen

- ab 1524 bis ca. 1526 Schloss Neuhaus bei Paderborn, für den Paderborner Bischof Erich von Braunschweig-Grubenhagen
- ab ca. 1530 bis 1532 Schelenburg bei Osnabrück für Sweder von Schele
- ab 1535 bis 1539 Schloss Stadthagen für Graf Adolf XI. von Schaumburg
- um 1540 Wasserschloss Elmarshausen für Hermann von der Malsburg (vermutet)
- ab 1544 Schloss Petershagen, für den Mindener Bischof Franz von Waldeck
- ab 1548 Schloss Detmold, beide Standerker rechts der Vorderfront, für Graf Bernhard VIII. von Lippe

## Ehrungen
In seinem Geburtsort Tübingen und in Bissendorf (Kreis Osnabrück) wurde jeweils eine Straße nach Jörg Unkair benannt.